# Knjižnica Sevnica
Knjižnica Sevnica je osrednja splošna knjižnica s sedežem na Prešernovi ulici 1 v Sevnici, ki je bila v sedanji obliki ustanovljena leta 2001.
Ima dislocirane enote: v Loka pri Zidanem Mostu, njene enote so tudi postajališča posavske potujoče knjižnice v občini Sevnica.

## Zgodovina
Prva knjižnica v Sevnici je začela nastajati v juniju in juliju 1945, ko so v Sevnici začeli z zbiranjem starih knjig. Prve knjige so knjižnici darovali meščani Sevnice. 27. novembra 1959 je Občinska skupščina Sevnica ustanovila Občinsko ljudsko knjižnico s podružničnimi knjižnicami na Bučki, Blanci, Studencu, v Boštanju, Šentjanžu, Tržišču, Krmelju, Loki in Zabukovju nad Sevnico. Po letu 1962 je knjižnica izgubila samostojnost in je prešla pod okrilje različnih organizacij (DPD Svoboda, Kulturna skupnost, Zavod za kulturo, Zveza kulturnih organizacij, nazadnje Zveza kulturnih društev), delovala pa je na različnih lokacijah. 14. februarja 1992 se je preselila v prostore na Trgu svobode. Ob takratni selitvi je bilo vse knjižnično gradivo strokovno obdelano in urejeno. Knjižnica je ponovno postala samostojna 25. julija 2001, ko se je tudi preimenovala v Knjižnico Sevnica. Ustanovitelj te knjižnice je bila Občina Sevnica. Poleg matične knjižnice v Sevnici ima danes Knjižnica Sevnica še izposojevališče v Loki pri Zidanem Mostu, od l. 2020 pa so njene enote tudi postajališča Posavske potujoče knjižnice. 6. septembra 2007 je bila knjižnica preseljena na Prešernovo ulico 1 v Sevnici, kjer so uredili večje in sodobno opremljene prostore. Glede na COBISS je knjižnica leta 2022 obsegala 86.730 enot gradiva https://www.knjiznica-sevnica.si/sevnica/ .